# Trypanidius proximus
Trypanidius proximus là một loài bọ cánh cứng trong họ Cerambycidae.